# 男男女女男
《男男女女男》（英文: Les Hommes et Les Femmes）是一齣2014年由W創作社主辦、於葵青劇院公演的舞台劇，是W 創作社的第二十六部作品，由黃智龍編導，主演班底除了梁祖堯、邵美君、湯駿業、白只、韋羅莎及陳康外，還加入香港十大傑出青年獎得主彭秀慧。這亦是彭秀慧與 W 首度合作。
正式公演後，劇中的佈景、音樂、錄像、燈光及服裝等美學設計均獲得外界的高度讚賞，當中更以舞台設計的簡約及無限變化又能配合八個故事不同的場景，令現場觀眾深表讚嘆。而一眾演員的表現亦大獲好評，被認為是年青劇場觀眾的夢幻組合。劇中的錄像、音樂加上每一場故事的愛情金句亦成為觀眾於演出後的討論熱話。
香港電台《藝壇快訊》一輯《散場之後》裡形容《男男女女男》為時尚的西班牙式點心tapas，觀眾謂「Tapas 吸引的地方是變化多，趣味性濃厚，在這方面黃智龍交足功課，八段小品雖然以共同主題串連，但內容，格調，處理手法各異其趣，觀眾亦跟隨各自人生經歷或對號入座，或隔岸觀火，各取所需。」

## 背景
《男男女女男》由八個同性、異性的愛情故事獨立組成，從開放式關係到純愛故事，從情慾感官到幽默感性，透過一段段現代愛情寓言，探討在滿目瘡痍世代，如何令自己得到幸福。W創作社音樂總監Michael Tsang更特別為《男男女女男》創作了一首調子輕柔的主題曲。
編導黃智龍這樣形容創作《男男女女男》的起點：
關於愛，我們「經歷」得太多，但「明白」得太少。
關於愛，我們「想像」得太多，但「相信」得太少。

## 故事大綱
《男男女女男》演出以八個獨立故事組成，包括：
第一場  男男女女男 偷情事件簿
(七位演員輪流扮演一場情侶談判中的不同性別、不同角色)

第二場 人來人往的中途站
(梁祖堯飾陳永健，彭秀慧飾Tanya，陳康飾 Eric，邵美君飾June)
第三者 Tanya 決意與 Eric 結束婚外情，並叫好友陳永健來叫陣，與 Eric 的妻子 June 坦白一切。

第三場 當愛已成往事
(湯駿業與韋羅莎分飾夫妻，陳康飾超市職員，白只飾匪徒)
離婚邊緣的夫妻在超市吵架，超市職員用超能力讓時光倒流到夫妻初相識的一刻，讓丈夫回到愛的基本。

第四場 發情貓男
(白只飾發情貓男，邵美君飾貓女，其餘演員飾少女)
男子於網上討諭區憑空創造一個「發情貓男」的故事，如果被看中的少女不接受發情貓男的愛，就會孤獨一生。

第五場 開到荼蘼的首爾夜
(邵美君飾 Karen, 彭秀慧飾 Annie, 湯駿業飾 Kenny, 梁祖堯飾 Alan)
兩對同性戀人，於同一空間的平行時空裡互相穿插，就相同的內容口角。

第六場 SM愛好同樂會
(湯駿業飾七叔，韋羅莎飾七嬸，陳康飾 Andrew，邵美君 Vivian)
Andrew 和 Vivian 是新加入的會員，跟創辦人七叔七嬸從性虐待之中學習「一個願打一個願挨」，和戀愛、婚姻等等相似之處。

第七場 第三者
(彭秀慧飾 Pansy, 湯駿業飾 Dee，白只飾豪哥)
公司高層 Pansy 走不出舊情陰影，也不懂處理與下屬 Dee 的地下情，保安員豪哥於離職前最後一夜和 Pansy 深情對話，開解她的心結。

第八場  禁色3047
(梁祖堯飾MT0111，彭秀慧飾FG0824，韋羅莎飾FG0517，湯駿業飾泳褲男)
未來世界因污染嚴重而禁止人類作任何皮膚接觸，一生未嚐真正接觸的 MT0111 在大限將至的時候，企圖擺脫被制度命定的死期，跟 FG0517 私奔。

第九場 完
七位演員逐一走進櫃子裡，臨離別前以一句說話總結一生愛的經歷。

## 主題音樂
《男男女女男》主題音樂｜作曲及編曲：Michael Tsang｜錄音及混音：鄧文傑｜演唱：陳嘵詩

## 獎項
第二十四屆香港舞台劇獎提名：
最佳服裝設計 ：Alan Ng

## 外部連結
W創作社官方網頁 （页面存档备份，存于）
W創作社Facebook 專頁 （页面存档备份，存于）
W創作社微博 （页面存档备份，存于）
1. ↑  .   [2015-09-21]. （原始内容存档于2016-03-06）.
2. ↑  .   [2015-09-21]. （原始内容存档于2016-03-04）.
3. ↑  .   [2020-09-15]. （原始内容存档于2016-01-05）.
4. ↑  .   [2015-09-21]. （原始内容存档于2016-03-10）.
5. ↑  .   [2015-09-21]. （原始内容存档于2015-06-27）.